# Tàu quét mìn

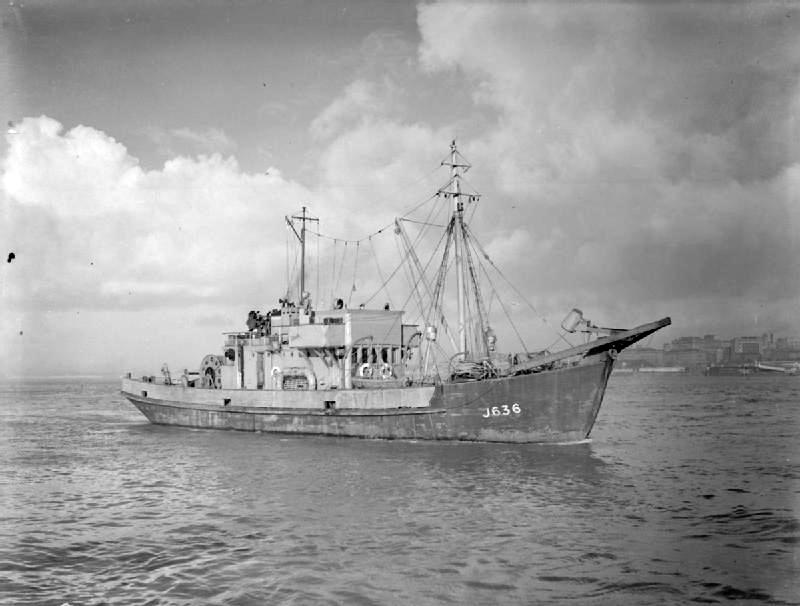
Tàu quét mìn J 636 tại vùng biển duyên hải Anh trong Thế Chiến II.

Tàu quét mìn (tiếng Hán-Việt: "trục lôi hạm" hay "tảo lôi hạm"; tiếng Anh: minesweeper) là một kiểu tàu chiến nhỏ dùng trong việc kích nổ hay vô hiệu hóa thủy lôi. Sử dụng những cơ chế khác nhau để đối phó với mối đe dọa từ thủy lôi, tàu quét mìn giúp làm sạch các tuyến đường thủy để việc di chuyển hàng hải được an toàn.

## Lịch sử
Việc sử dụng thủy lôi (mìn dưới nước) lần đầu tiên được ghi nhận vào thời nhà Minh của Trung Hoa.
Tuy nhiên việc sử dụng một tàu làm nhiệm vụ quét mìn chỉ xuất hiện nhiều thế kỷ sau đó, khi được Hải quân Hoàng gia Anh sử dụng trong cuộc Chiến tranh Krym (1853-1856); họ sử dụng thuyền chèo và dùng dây móc để thu thập và phá hủy mìn. Trong cuộc Nội chiến Hoa Kỳ (1861-1865), thủy lôi cũng đã được sử dụng nhưng không ghi nhận một tàu quét mìn nào hoạt động có hiệu quả. Sĩ quan thuộc quân đội Liên Bang tìm cách chế tạo tàu quét mìn nhưng gặp nhiều khiếm khuyết trong thiết kế và phải bỏ dỡ kế hoạch. Kỹ thuật quét mìn được nâng lên trong cuộc Chiến tranh Nga-Nhật (1904-1905); các bên sử dụng những tàu phóng lôi cũ làm tàu quét mìn.

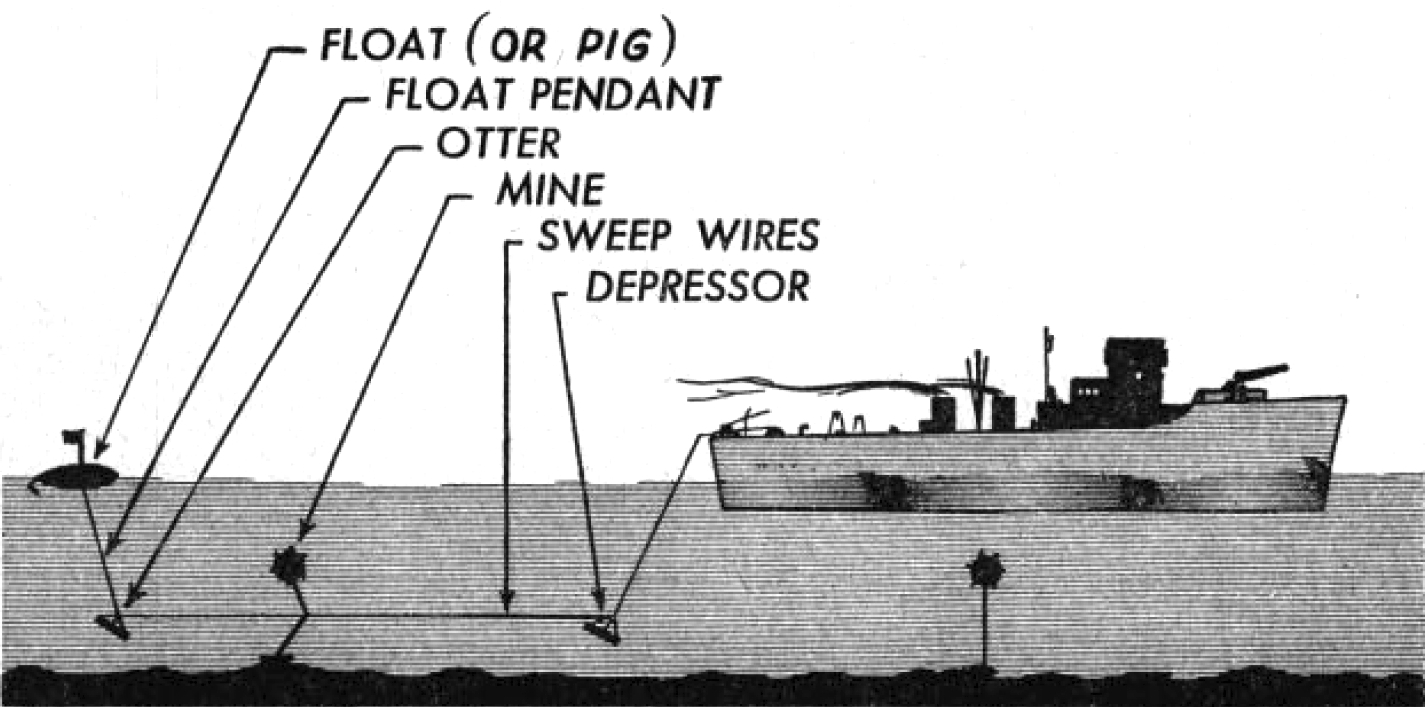
Một tàu quét mìn kéo theo thiết bị cắt dây neo thủy lôi

Tại Anh vào trước Thế Chiến I, các nhà lãnh đạo hải quân nhận thức việc phát triển thủy lôi là một mối đe dọa cho giao thông hàng hải của đế quốc, và đã có những nỗ lực nhằm đối phó mối đe dọa này. Thủy sư Đô đốc Sir Arthur Wilson, Thứ trưởng Bộ Hải quân Anh, chỉ ra rằng mối đe dọa thực sự là sự phong tỏa với sự hỗ trợc của thủy lôi chứ không phải là việc xâm chiếm. Chức năng của hạm đội tàu đánh cá với những thiết bị rà dưới nước được nhận ra có mối tương quan với hoạt động quét mìn; chúng đã giúp cho eo biển Manche được sạch thủy lôi. Một phân đội tàu đánh cá của Hải quân Hoàng gia Dự bị đã trở thành tiền thân của lực lượng quét mìn sau này, với những con tàu và thiết bị được thiết kế đặc biệt kèm theo. Những thủy thủ đánh cá và tàu của họ được huy động, cung cấp thiết bị quét mìn, súng trường, quân phục và trả lương như những tàu quét mìn đầu tiên. Kiểu tàu đầu tiên xuất hiện trong Chiến tranh Thế giới thứ nhất có thiết kế chuyên biệt cho mục đích quét mìn là lớp tàu xà lúp quét mìn Flower. Khi chiến tranh chấm dứt, kỹ thuật của thủy lôi đã vượt trội hơn khả năng rà quét và phá hủy của tàu quét mìn.
Kỹ thuật của tàu quét mìn tiến bộ đáng kể trong Chiến tranh Thế giới thứ hai. Các nước tham chiến nhanh chóng cải biến tàu cho phù hợp với nhiệm vụ quét mìn, bao gồm 35 tàu dân sự của Australia trở thành những tàu quét mìn phụ trợ. Cả các nước Đồng Minh lẫn phe Trục đều sử dụng rộng rãi tàu quét mìn trong cuộc xung đột. Chỉ riêng những tàu quét mìn của Hải quân Đức quốc xã đã tạo nên một phần lớn sức mạnh của lực lượng chung. Thủy lôi tiếp tục là một mối đe dọa ngay cả sau khi chiến tranh đã kết thúc, và các đội tàu quét mìn vẫn phải tiếp tục phục vụ rất lâu sau khi Nhật Bản đầu hàng.
Sau chiến tranh, các nước Đồng Minh bắt đầu thiết kế các kiểu tàu quét mìn với trọng lượng choán nước thay đổi từ 120 tấn để quét mìn các khu vực cửa sông, cho đến 735 tấn có khả năng vượt đại dương. Hải quân Hoa Kỳ thậm chí sử dụng tàu Landing Craft Mechanized (LCM: Xuồng đổ bộ cơ giới hóa) chuyên biệt để quét mìn các cảng nông tại Bắc Triều Tiên trong cuộc Chiến tranh Triều Tiên (1950-1953).
Tính đến  tháng 6 năm 2012, Hải quân Hoa Kỳ đã bố trí bốn tàu quét mìn đến vùng biển vịnh Ba Tư để đối phó với những xung đột và bất ổn trong khu vực. Hải quân Hoàng gia Anh cũng có bốn tàu quét mìn đặt căn cứ tại vùng vịnh trong thành phần Hải đội Phản công mìn 9.

## Hoạt động và yêu cầu

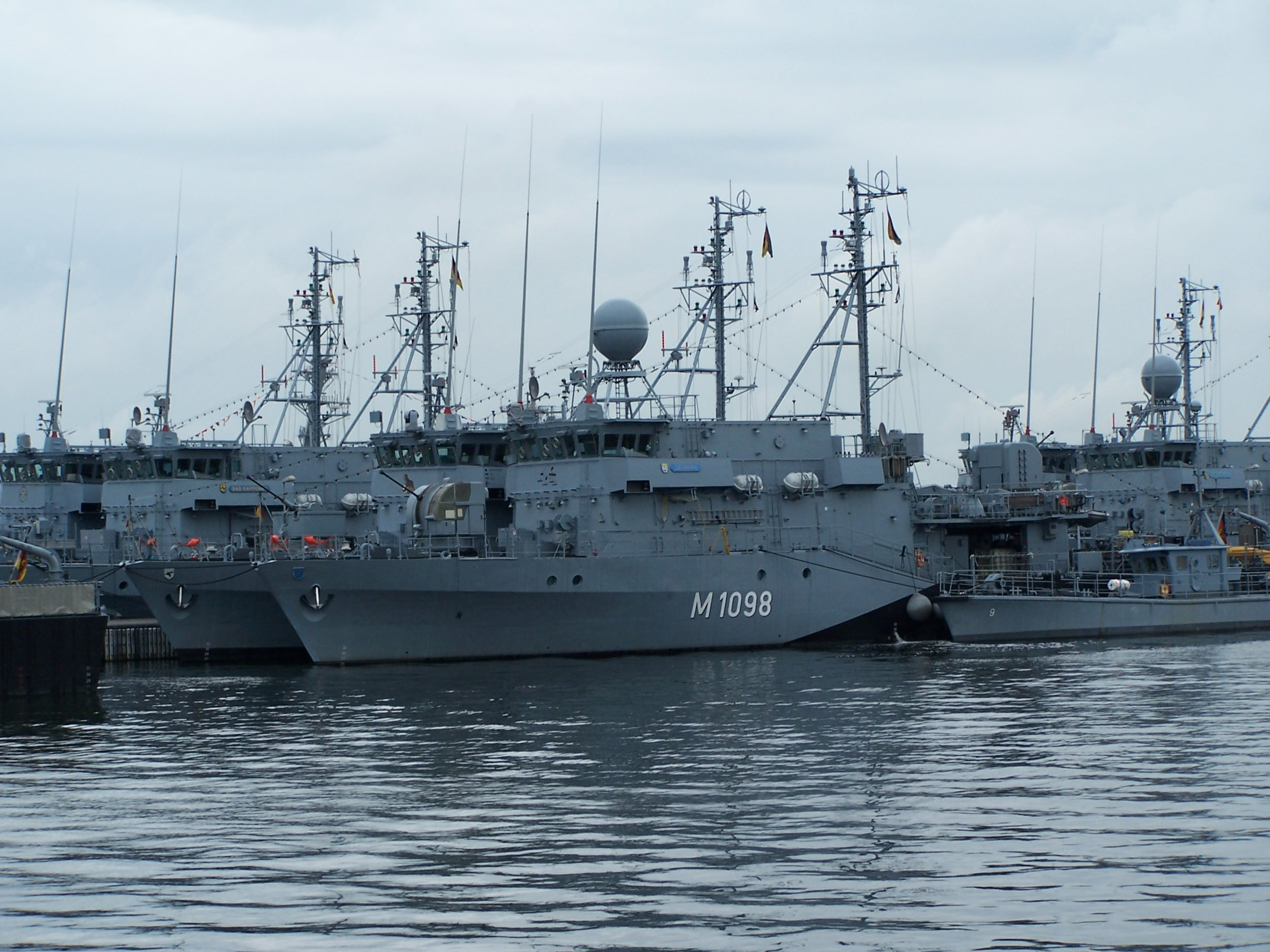
Siegburg, một tàu quét mìn hiện đại thuộc lớp Ensdorf của Hải quân Đức

Tàu quét mìn được trang bị những công cụ cơ khí hay điện tử, được hiểu như là "quét", để vô hiệu hóa thủy lôi. Tàu quét mìn hiện đại được thiết kế để làm giảm xác suất tự gây kích nổ mìn; được chế tạo cách âm để giảm tín hiệu âm thanh, và cấu trúc lườn tàu được làm bằng gỗ, sợi thủy tinh hay kim loại không từ tính, hay được khử từ để làm giảm tín hiệu từ.
Cơ chế quét mìn cơ học bao gồm những thiết bị dùng để cắt cáp neo thủy lôi, và thường kèm theo nhãn đánh dấu để thuận tiện cho việc tìm và vô hiệu hóa. Thiết bị quét được kéo theo sau tàu quét mìn, sử dụng một vật thể được kéo theo ngầm dưới nước (như oropesa và paravane) để duy trì ở độ sâu và tọa độ mong muốn. Cơ chế quét tác động gồm những thiết bị, thường là kéo theo sau tàu quét mìn, để mô phỏng một tín hiệu đặc trưng cho tàu thuyền và do kích kích thích mìn nổ. Những tín hiệu thường sử dụng nhất là từ trường và âm thanh.
Có hai chế độ hoạt động khi quét mìn theo cách tác động: MSM (mine setting mode – chế độ cài đặt mìn) và TSM (target simulation mode – chế độ mô phỏng mục tiêu). Chế độ quét MSM dựa trên thông tin tình báo thu lượm được từ một kiểu thủy lôi cụ thể, và phát đi tín hiệu để làm nổ mìn. Nếu không có thông tin về kiểu thủy lôi cụ thể, chế độ quét TSM sẽ phát đi tín hiệu giả lập như một tàu bạn sắp băng ngang qua khu vực, và do đó sẽ vô hiệu hóa khả năng kích nổ trực tiếp mà không biết thông tin về kiểu mìn. Tuy nhiên, quả mìn vẫn có thể gây hại cho các kiểu tàu khác.
Tàu quét mìn về cơ bản khác biệt với tàu săn mìn; tàu săn mìn chủ động dò tìm và vô hiệu hóa từng quả mìn riêng lẽ. Tàu quét mìn trong nhiều trường hợp sẽ hoạt động bổ sung cho tàu săn mìn, tùy theo điều kiện hoạt động và môi trường. Một tàu quét mìn sẽ đặc biệt phù hợp cho việc rà quét các vùng biển mở với một số lượng lớn thủy lôi. Cả hai kiểu tàu này có thể được gọi chung là tàu phản công mìn (MCMV: mine countermeasure vessel), một thuật ngữ có thể áp dụng cho một tàu có cả hai chức năng. Chiếc đầu tiên với công năng như vậy, Wilton (M1116), cũng là tàu chiến đầu tiên được cấu trúc hoàn toàn từ sợi thủy tinh.